# Рымаровка (Полтавская область)
Ры́маровка (укр. Римарівка) — село,
Рымаровский сельский совет,
Гадячский район,
Полтавская область,
Украина.
Код КОАТУУ — 5320486501. Население по переписи 2001 года составляло 904 человека.
Является административным центром Рымаровского сельского совета, в который, кроме того, входят сёла
Змажино,
Максимовка и
Цимбалово.

## Географическое положение
Село Рымаровка находится на правом берегу реки Грунь,
выше по течению на расстоянии в 3,5 км расположено село Сватки,
ниже по течению примыкает село Красная Лука,
на противоположном берегу — село Максимовка.
По селу протекает пересыхающий ручей с запрудой.

## История
- 1590 — дата основания.

## Объекты социальной сферы
- Детский сад.
- Школа.

## Известные люди
- Лимонь Николай Фёдорович (1918—1979) — Герой Советского Союза, родился в селе Рымаровка.